# Govenia fasciata
Govenia fasciata là một loài phong lan.